# U-405
U-405 — средняя немецкая подводная лодка типа VIIC времён Второй мировой войны.

## История
Заказ на постройку субмарины был отдан 16 октября 1939 года. Лодка была заложена 8 июля 1940 года на верфи Данцигер Верфт в Данциге под строительным номером 106, спущена на воду 4 июня 1941 года, вошла в строй 17 сентября 1941 года под командованием корветтен-капитана Рольфа-Генриха Хопманна.

## История службы
Лодка совершила 11 боевых походов. Потопила 2 судна суммарным водоизмещением 11 841 брт, 3 военных корабля суммарным водоизмещением в 361 тонну (перевозились на транспортных судах)
Потоплена 1 ноября 1943 года в Северной Атлантике, в районе с координатами 49°00′ с. ш. 31°14′ з. д. в результате тарана, огня из ручного оружия и взрывов глубинных бомб с американского эсминце USS Borie, во время шторма. 49 погибших (весь экипаж). Как минимум 14 человек с погибающей лодки сдавались в плен, но спасательный плот, на который они спустились, включая как минимум нескольких принесенных раненых, был протаранен американским эсминцем.

### Флотилии
- 17 сентября 1941 года — 28 февраля 1942 года — 8-я флотилия (учебная)
- 1 марта — 30 июня 1942 года — 1-я флотилия
- 1 июля 1942 — 28 февраля 1943 года — 11-я флотилия
- 1 марта — 1 ноября 1943 года — 6-я флотилия

### Волчьи стаи
U-405 входила в состав следующих «волчьих стай»:
- Neptun 18 февраля — 3 марта 1943
- Westmark 6 марта — 11 марта 1943

### Атаки на лодку и происшествия
- 4 мая 1943 года в 19:24 в Бискайском заливе выходящая с базы лодка была атакована тремя бомбами с британского самолёта типа «Галифакс». Атака вызвала протечку масла, из-за чего лодка 12 мая вернулась на базу.
- 18 мая 1943 года к северо-западу от мыса Финистерре возвращающаяся на базу лодка подверглась бомбардировке с австралийского самолёта типа «Сандерленд». Повреждений не было.